# Примобукко
Примобукко (лат. Primobucco, от лат. primo bucco — первая пуховка) — род вымерших птиц из отряда ракшеобразных, обитавших во времена эоценой эпохи (55,8—40,4 млн лет назад) в Европе и Северной Америке.

## Систематика
Примобукко относят к подотряду Coracii отряда ракшеобразных. Тем не менее, окончательное их систематическое положение не определено — некоторые специалисты считают их примитивными родственниками современных дятлов.

## Места и возраст находок
Окаменелые остатки примобукко и ещё несколько близких ему родов были обнаружены в эоценовых отложениях на североамериканском материке. Сейчас имеются три коллекции останков этой птицы из четырёх различных местонахождений. Одна из них находится в Германии, остальные две — в США, штате Вайоминг.

## Описание
Размеры примобукко, вероятно, были близки к таковым у скворца или дрозда. Скорее всего, образом жизни и внешним видом эта птица напоминала ныне живущих пуховок, так как имела короткое туловище округлой формы, развитые крылья для полёта между деревьями и прямой клюв средней длины. Питались они, возможно, на земле (там, по некоторым источникам, и жили), среди корней и опавших листьев, а время отдыха проводили на деревьях. Вероятно, они были всеядными — могли питаться как некрупными плодами, так и разнообразными мелкими беспозвоночными.

## Виды
Род включает в себя четыре вида. Первый — Primobucco mcgrewi, описанный Бродкорбом в 1970 году, известен по скелету USNM 336284, у которого отсутствовала левая нога, и UWGM 14563, включавшему в себя правое крыло, плечевой пояс и грудину. Остатки этого вида были обнаружены в нижних слоях формации «Eocene Green River».
Второй вид — Primobucco perneri, названный в честь нашедшего окаменелости данного вида Томаса Пернера. Морфологически вид очень близок к P. mcgrewi, но отличается от неё более длинным клювом и более короткой голенью. Останки найдены в Германии, коммуне Мессель, земле Гессен.
И ещё один вид — Primobucco frugilegus, также известен по останкам из Месселя. По размерам превышает два вышеописанных вида. Представлен скелетом SMF-ME 3794. Видовое название означает «собирающий фрукты», поскольку при изучении останков специалистам удалось найти груду больших семян в области желудка.